# Легионът край границата
Легионът край границата (на английски: The Border Legion) е книга от 1916 г. на американския писател Зейн Грей в жанр уестърн. Проследява историята на любовта между коравосърдечния Джак Келс и мис Джоан Рандъл, чиито охранители са взети за заложници край границата на Айдахо.
През 1924 и отново през 1930 са направени едноименни филми по книгата. Филмът The Last Round-Up (1934), с участието на Рандолф Скот, също е базиран на книгата.